# 론 스타 (웨일스의 밴드)
론 스타(Lone Star)은 웨일스의 록 밴드이다.